# 孔多爾瓦馬尼山
12°55′04″S 75°03′58″W / 12.91778°S 75.06611°W
孔多爾瓦馬尼山（Kuntur Wamani），是秘魯的山峰，位於該國中南部萬卡韋利卡大區，由萬卡韋利卡區和聖阿納區負責管轄，屬於瓊塔山脈的一部分，海拔高度4,800米。